# 田中文
田中 文(たなか あや）は、日本の調理用具研究家。キッチンツール専門店『キッチンパラダイス』店主。

## 来歴・人物
福岡県出身。幼少期より両親が海外出張で持ち帰る土産の雑貨等に興味を抱く。留学で訪れたアメリカのキッチンツール専門店に憧れ、自身でキッチンツール専門店を開く。
道具の使い方や選び方、生活の知恵などをブログやＳＮＳで発信したことから話題となり、全国から料理好きが集まる店となる。
大正生まれの料理研究家、桧山タミの活動のサポートを行い、「いのち愛しむ、人生キッチン」「みらいおにぎり」「97歳の料理家タミ先生の台所おさらい帖」（3冊とも文藝春秋）の企画、編集、執筆などを手掛け、販売は累計11万部となる。
2023年6月に福岡で行われた「97歳の料理研究家桧山タミ台所展」を主催。桧山タミ台所製作委員会の代表を務める。